# Bony Moronie
Singles de Larry Williams
Short Fat Fannie / High School Dance
(1957) Dizzy Miss Lizzy / Slow Down
(1958)
Bony Moronie est le 3e single du chanteur américain Larry Williams, sorti en 1957. Le titre rencontre à l'époque un certain succès en atteignant la 14e place du Billboard Hot 100 aux États-Unis. Il a ensuite été repris par de nombreux artistes, notamment Ritchie Valens, John Lennon ou Johnny Winter.